# Il mistero dei quattro stagni
Il mistero dei quattro stagni (The Four Pools Mystery) è il quarto romanzo della scrittrice statunitense Jean Webster, pubblicato in forma anonima nel 1908.
Il romanzo è ambientato nella Valle dello Shenandoah, negli anni successivi alla Guerra Civile Americana.

## Trama
Arnold Crosby, un avvocato trentenne che abita a New York, stressato dalla sua professione, decide di soggiornare per qualche tempo presso "Le quattro piscine", una piantagione appartenente a suo zio, il colonnello Gaylord, e al suo giovane cugino Radnor.  Ma "Le quattro piscine" celano molti segreti. Gaylord è un uomo tirannico, imperioso e dal carattere difficile, che talvolta non esita a picchiare i suoi servi di colore. Durante la permanenza di Arnold, accadono eventi strani e inspiegabili: la comparsa di fantasmi che sembrano infestare la tenuta, la sparizione di cibo e oggetti vari e un furto. Il mistero culminerà con il delitto del colonnello Gaylord all'interno delle Luray Caverns e la scomparsa del suo fedelissimo servo di colore Mose, chiamato anche "Occhi di gatto" a causa dei suoi inquietanti occhi gialli. Vari fatti (i cattivi rapporti esistenti tra Gaylord e il figlio, e il laconico e rabbioso atteggiamento tenuto da quest'ultimo negli ultimi tempi) giocheranno a sfavore di Radnor, che verrà accusato dell'omicidio del padre e condotto in carcere. Arnold crede però ciecamente all'innocenza del cugino. Grazie all'aiuto di Terry Pattern, noto reporter newyorkese e grande appassionato di gialli, venuto in soccorso dell'amico Arnold, il mistero delle quattro piscine verrà finalmente risolto.

## Edizioni italiane
- Il mistero dei quattro stagni, trad. di Alfredo Pitta, Sonzogno, 1940 [riduzione/riscrittura. Testo non integrale]
- Il mistero di Four-Pools, trad. e a cura di Miriam Chiaromonte, Caravaggio Editore, Vasto, 2022.
- I fantasmi di Four Pools, trad. di Maria Silvia Avanzato, Clown Bianco Edizioni, 2022.